# Брабантские диалекты

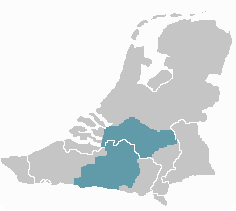
Брабантские диалекты во Фландрии и Нидерландах.

Браба́нтские диале́кты (самоназв.: Braobans; нидерл. Brabants, фр. Le brabançon) — совокупность говоров, образующая несколько диалектов в составе южно-центральной (брабантско-фламандской) группы диалектов нидерландского языка. Брабантская группа диалектов в настоящее время распространена в провинциях Фламандский Брабант и Антверпен (область Фландрия, Бельгия), а также в нидерландской провинции Северный Брабант. Брабантский получил своё название от исторического Герцогства Брабант, в котором брабантский идиом был стандартизован и использовался в качестве официального языка в 1143—1648 годах. После Наполеоновских войн и образования независимой Бельгии в 1830 году в некоторых местах его традиционного распространения носители брабантского превратились в меньшинство и постепенно романизировались (область Валлонский Брабант). Усиление французского языка в столичном округе и постепенная галлизация Брюсселя также привела к постепенной утрате диалекта в городе, где на его основе с сильным французским влиянием сложился особый марольский социолект.

## Положение и распространение
Диалект находится в сильном упадке в Нидерландах, где с конца XVII века его оттесняет литературный нидерландский язык, сложившийся на основе северного диалекта провинции Голландия. Тем не менее, ряд брабантских черт проникли и в литературный нидерландский язык. Приблизительно одна треть нидерландскоговорящего населения живёт в зоне диалекта, но с середины XX века по-брабантски в Нидерландах говорят только в сельской местности, к тому же даже там молодёжь переходит на стандартный нидерландский. Брабантский не признан как язык меньшинства в стране, поскольку стандартный нидерландский язык частично основан на брабантском диалекте. Ситуация во Фландрии (Бельгия) в корне отличается от Голландии, диалектное разнообразие которой сохранялось в период господства французского. В Бельгии диалект до сих пор используется, в том числе и в городах (Антверпен), хотя и там он конкурирует со стандартным нидерландским языком.

## Группы говоров
Из-за относительно большой области брабантского диалекта, он распадается на три группы говоров:
- Западнобрабантская: области к западу от реки Донге на западе Северного Брабанта (область вокруг городов Бреда, Росендал, область к западу от Антверпена в Бельгии.
- Восточнобрабантская: области к востоку от реки Донге; в центре и на востоке Северного Брабанта (область вокруг голландских городов Тилбург, Эйндховен), области к востоку от Антверпена в Бельгии и крайняя западная часть области Лимбург.
- Южнобрабантская: области во Фламандском Брабанте, а также все регионы к югу от Антверпена.

## Брабантский диалект в культуре
В некоторых исторически брабантоязычных регионах существует традиция использования диалекта в народной музыке или кабаре. В 1999 году были предприняты попытки выработать стандартную брабантскую орфографию.